# Cnodalia harpax
Cnodalia harpax là một loài nhện trong họ Araneidae.
Loài này thuộc chi Cnodalia. Cnodalia harpax được Tord Tamerlan Teodor Thorell miêu tả năm 1890.